# Phantomschaltung
Unter Phantomschaltung versteht man in der Nachrichtentechnik ein Verfahren zur Erhöhung der Anzahl von Sprechkanälen in Fernkabeln. Das Verfahren der Phantomschaltung wurde meist zwischen Vermittlungsstellen des Telefonnetzes angewandt.
Mit diesen Verfahren können unter Verwendung eines Kabels mehrere Kanäle zusätzlich zur Anzahl der Adernpaare übertragen werden. Es ist jedoch durch das Trägerfrequenz-Verfahren und später durch komprimierte und die digital kodierte Übertragung abgelöst worden.

## Überblick

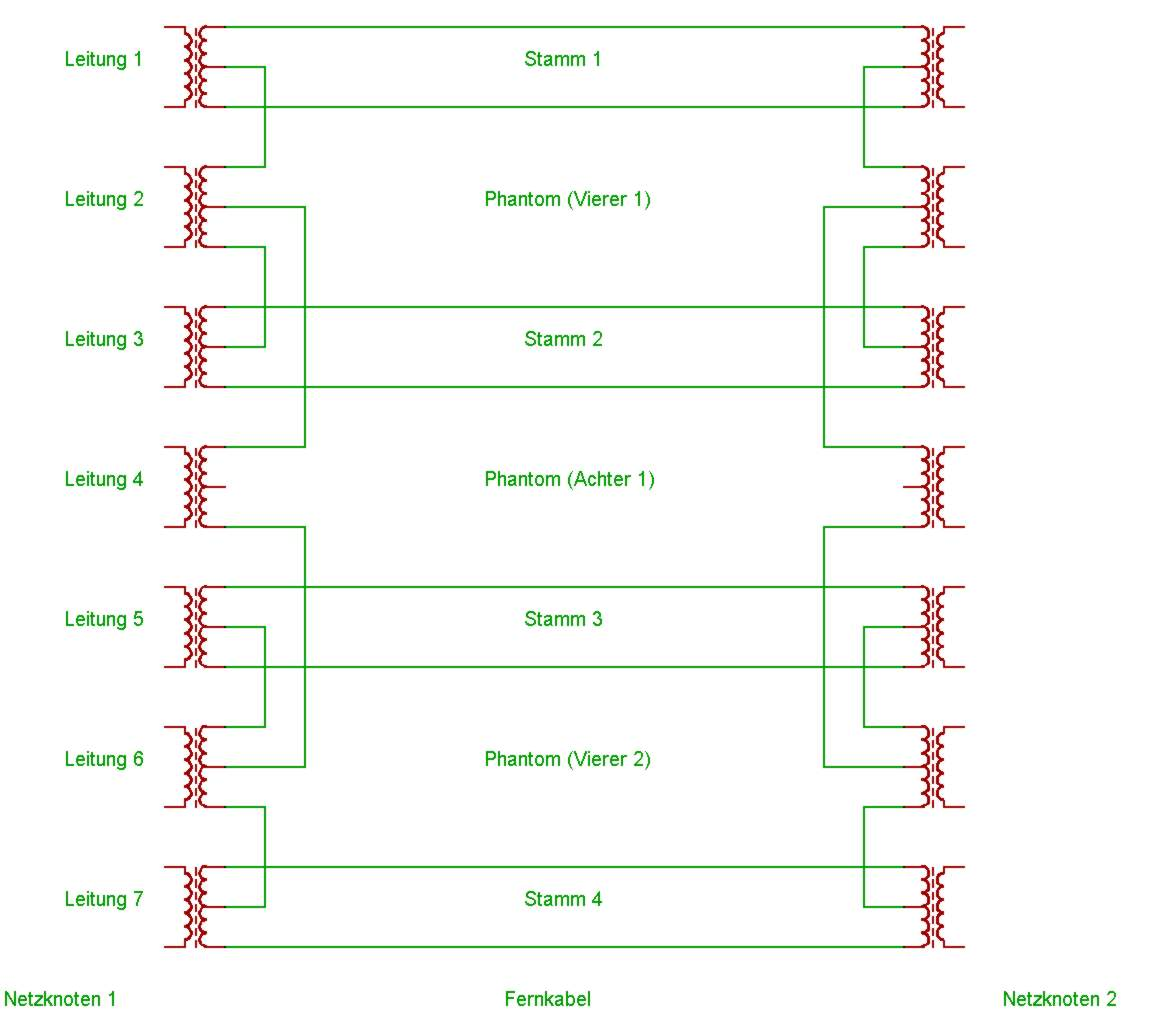
Phantomschaltung bei Fernkabeln

Bei den Verfahren werden die Sprechströme der Phantomkreise zusätzlich in den Doppeladern, den sogenannten Stämmen, übertragen. Die Trennung der Sprechkreise erfolgt durch den Einsatz hochwertiger NF-Fernleitungsübertrager an den Enden der Übertragungsstrecke. Es wird je ein Phantomkreis (genannt Vierer) aus zwei Stämmen (= zwei Doppeladern) gewonnen, aus vier Stämmen ein Achter usw.
Aufgrund des geringen Zugewinns an weiteren Kanälen (ein Achter schafft nur einen weiteren möglichen Kanal) werden für Sprechkanäle nur Stamm und Vierer verwendet. Hinzu kommt, dass ein vollkommen symmetrischer Aufbau der Übertragungsanordnungen bei mehr einbezogenen Stämmen schwieriger zu erreichen ist.
Im Juni 2008 wurde bekannt, dass die Fraunhofer-Einrichtung für Systeme der Kommunikationstechnik ESK mit Hilfe von Phantomschaltungen erfolgreich DSL-Datenübertragungsraten und -Reichweiten verbessern konnte. Der Datendurchsatz einer zusätzlichen Phantomleitung betrug ca. 70 % der jeweils normalen DSL-Geschwindigkeit der beiden zugrundeliegenden Side-Channels. Alternativ gelang es, die Reichweite um knapp 20 % zu erhöhen.

## Funktion
Durch die Einspeisung der Phantomsprechströme in die Sekundärmitten der Leitungsübertrager wird erreicht, dass sich die magnetischen Wirkungen aufheben und die Phantomströme auf den Primärseiten der Stämme keine Spannung induzieren. Eine hohe Symmetrie der Anordnung vorausgesetzt, kommt es zu keiner gegenseitigen Beeinflussung der Kanäle.
Somit können beim Achter mit nur vier Leitungspaaren sieben Sprechkanäle übertragen werden, wobei die Symmetrie und die Potentialtrennung voneinander und vom Erdpotential erhalten bleiben.
Die Übertragerwicklungen haben einen Wickelsinn, so dass:
- die Kanäle 1, 3, 5 und 7 symmetrisch über die beiden Leitungen der vier Stämme übertragen werden
- die Kanäle 2 und 6 symmetrisch über je beide Leitungen von Stamm 1 und 2 bzw. 3 und 4 übertragen werden
- der Kanal 4 symmetrisch über je alle vier Leitungen von Stamm 1, 2 und 3, 4 übertragen wird